# Národní parky na Islandu
V roce 2013 se na Islandu nacházely 3 národní parky. Národní park Þingvellir je zároveň i světovým kulturním dědictvím UNESCO. Nejmladší z parků – Vatnajökull – vznikl v roce 2008 a byly do něj začleněny dva jiné národní parky (Skaftafell a Jökulsárgljúfur).
| Jméno          | Úplný místní název           | Rok založení | Rozloha (km²) | Oblast     | Obrázek     |
| -------------- | ---------------------------- | ------------ | ------------- | ---------- | ----------- |
| Vatnajökull    | Vatnajökulsþjóðgarð          | 2008         | 12 000        | jihovýchod | Vatnajökull |
| Snæfellsjökull | Þjóðgarðurinn Snæfellsjökull | 2001         | 170           | západ      | Snæfellsnes |
| Þingvellir     | Þjóðgarðurinn á Þingvöllum   | 1930         | 92,7          | jihozápad  | Þingvöllum  |